# La Mina (San Adrián de Besós)
La Mina es un barrio de San Adrián de Besós, que limita con el municipio de Barcelona (más cercano a este que el propio centro de San Adrián de Besós, del que lo separa el río Besós, el ferrocarril de Mataró y la Ronda del Litoral).
Según el Anuario de Población del ayuntamiento de San Adrián de Besós de 2022, el barrio de La Mina tiene censada una población de 10.239 habitantes (representando un 27,5% del total del municipio) en una superficie de 727.497,72 metros cuadrados y con una densidad de población de 14.074hab./km².  En el mismo Anuario también consta que tiene un total de 3.930 viviendas, de las cuales un 10,7% estarían desocupadas según las cifras oficiales.

## Creación de la Mina
El barrio de la Mina, hasta entonces una zona primordialmente rural, es el resultado de una actuación surgida en 1969, cuyo objetivo era la erradicación de diferentes núcleos de infraviviendas en el área metropolitana de Barcelona (Campo de la Bota, Pequín, la Perona, Casa Antúnez, Montjuic, entre otros). De esta forma, se planificó substituir el barraquismo horizontal (que requería mucho espacio) por "polígonos de absorción" en las periferias urbanas, transformándolo en "barraquismo vertical" y liberando territorio. 
El primer bloque de pisos que se construye de La Mina Vieja es el de la calle Occidente (acabado a finales de 1969), de cinco alturas con 90 pisos repartidos en nueve porterías, destinados, principalmente, a las familias de las casas y masías de La Mina rural. En total se construyeron 14 bloques, los primeros de ladrillo y el resto de hormigón encofrado, sólo uno de ellos es de 12 plantas mientras que el resto tiene cinco.
Las urgencias del momento aceleraron el proceso de construcción del barrio. Se sucedieron los planes urbanísticos y sus modificaciones según los intereses sociopolíticos sin una buena planificación de servicios sociales para el barrio, priorizando en su lugar el espacio disponible para ampliar significativamente el número viviendas.
La Mina es un barrio de "creación instantánea", en 1975 tenía ya más de 15.000 habitantes y 2029 viviendas, fruto del re-alojamiento de diferentes grupos de población y en muchos casos con déficits sociales, laborales, culturales o económicos. El proyecto fue de Juan Fernando de Mendoza. 
Aparece reiteradamente citada en libros históricos sobre el Campo de la Bota. "Hay que decir que el trabajo de traspaso masivo de niños y niñas del Campo de la Bota y de otros espacios de barracas en las escuelas de la Mina no fue nada fácil; la masificación, la mezcla de tanta gente diversa y desconocida, otros estilos escolares o de niños que no habían sido escolarizados generó muchos problemas. Que todo esto no acabara en un desastre fue gracias a los impagables esfuerzos de la mayoría de maestros y a la implicación de la inspectora Sara Blasi que a la vez también lo era del Campo de la Bota". Otros maestros, como Montserrat Pujol Vilarnau y Paco García de Haro, impulsaron los primeros programas de alfabetización de la población del barrio.
A pesar de las inversiones realizadas en el barrio, la carencia de coordinación de las actuaciones, el difícil compromiso de inversión a largo plazo, y los intereses especulativos lastraron las posibilidades de producir cambios efectivos en la situación social del barrio.
Después de años de desatención y degradación de las condiciones en el barrio, las personas vecinas impulsan protestas para reclamar mejoras en varios servicios. Un ejemplo son las protestas de agosto de 1975 en forma de pancartas para mejorar la limpieza del barrio, o las reclamaciones de diciembre del mismo año para poder disponer de atención sanitaria en el barrio (puesto que hasta el momento, se había contado sólo con personal sanitario voluntario de órdenes religiosas).
El barrio también salió a protestar el noviembre de 1976 con motivo de la filmación de la película del género quinqui ‘Perros Callejeros’, dirigida por José Antonio de La Loma y estrenada en 1977. Este y otros films contribuían a la mala fama del barrio de La Mina, hecho que causaba indignación de muchos de sus habitantes que, en esta ocasión, intentaron parar el rodaje que se hacía ante el bloque de Saturno.
Los años finales de la década de 1970 las protestas continuaron, incluyendo una huelga general en 1977 para reclamar unos mínimos de atención sanitaria (y la solución de otras carencias). Estos movimientos reivindicativos vecinales favorecieron la cohesión del barrio para luchar pacíficamente ante las diferentes administraciones.
En la década de los años 1980, se produjeron en el barrio los primeros movimientos de población que iniciaron cambios en el clima social general. Algunas de las familias que vinieron en un primer momento, cuando decidían marchar a otras zonas al perder cierta de la esperanza inicial, a menudo traspasaban el piso a personas provenientes de los pocos campos de barracas todavía existentes en Barcelona. Estos recién llegados agraviaron los conflictos de convivencia en el espacio público, minando parte del buen trabajo hecho hasta el momento. Esta década también vio el surgimiento del mercado de la droga, sobre todo de heroína, que haría estragos entre la población de todas las edades.

## Educación
En cuanto a los recursos educativos, el barrio de la Mina presenta una serie de instituciones en diferentes niveles académicos, desde infantil hasta estudios universitarios: 
- Institut Escola La Mina: dividido en dos centros (uno enfocado a la educación primaria y otro a la secundaria), se describe a sí mismo como un "centro inclusivo que atiende a la diversidad impulsando una línea pedagógica coherente donde el infante es el protagonista" y presenta una estructura de estudios infantiles, primarios y secundarios con opción a estudios posobligatorios de formación profesional. Se trabaja a partir de metodologías que implican la participación explícita de las familias en el ámbito académico, la promoción del arte, la colaboración entre grandes y pequeños y, como implicación en las raíces del barrio, la inclusión de los estudios sobre la historia y la cultura gitanas, las cuales envuelven gran parte de la ciudadanía del barrio.
- Escola d'Enginyeria de Barcelona Est: La EEBE es una de las escuelas de ingeniería de la Universidad Politécnica de Cataluña (UPC). Entró en funcionamiento el curso en el curso académico 2016 - 2017 en el Campus Diagonal-Besòs de la UPC. Actualmente su oferta docente incluye grados, másteres, y programas de doctorado. También acoge diveross grupos de investigación.
- Unitat d'Escolarització Compartida l'Eina: Unidad de escolarización compartida gestionada por los Salesianos Sant Jordi - PES La Mina. La escolarización en estas unidades comporta una escolarización compartida con el centro docente donde los alumnos están matriculados, y del que continúan dependiendo a efectos educativos y administrativos.[14]

Además de la oferta de educación reglada en el barrio también encontramos otros servicios de educación social que trabajan con infantes y jóvenes entre los que destacan: 
- Salesians Sant Jordi - PES La Mina
- Casal dels Infants de La Mina
- Associació Casal Infantil La Mina
- Fundació Pere Closa
- Espai Jove
- La Capsa dels Jocs
- Comunitat de Sant Egidio La Mina
- Fundació Formació i Treball de Cáritas Cataluña (que incluye la escuela-restaurante 'D'ins')

## Cultura

### Semana Cultural

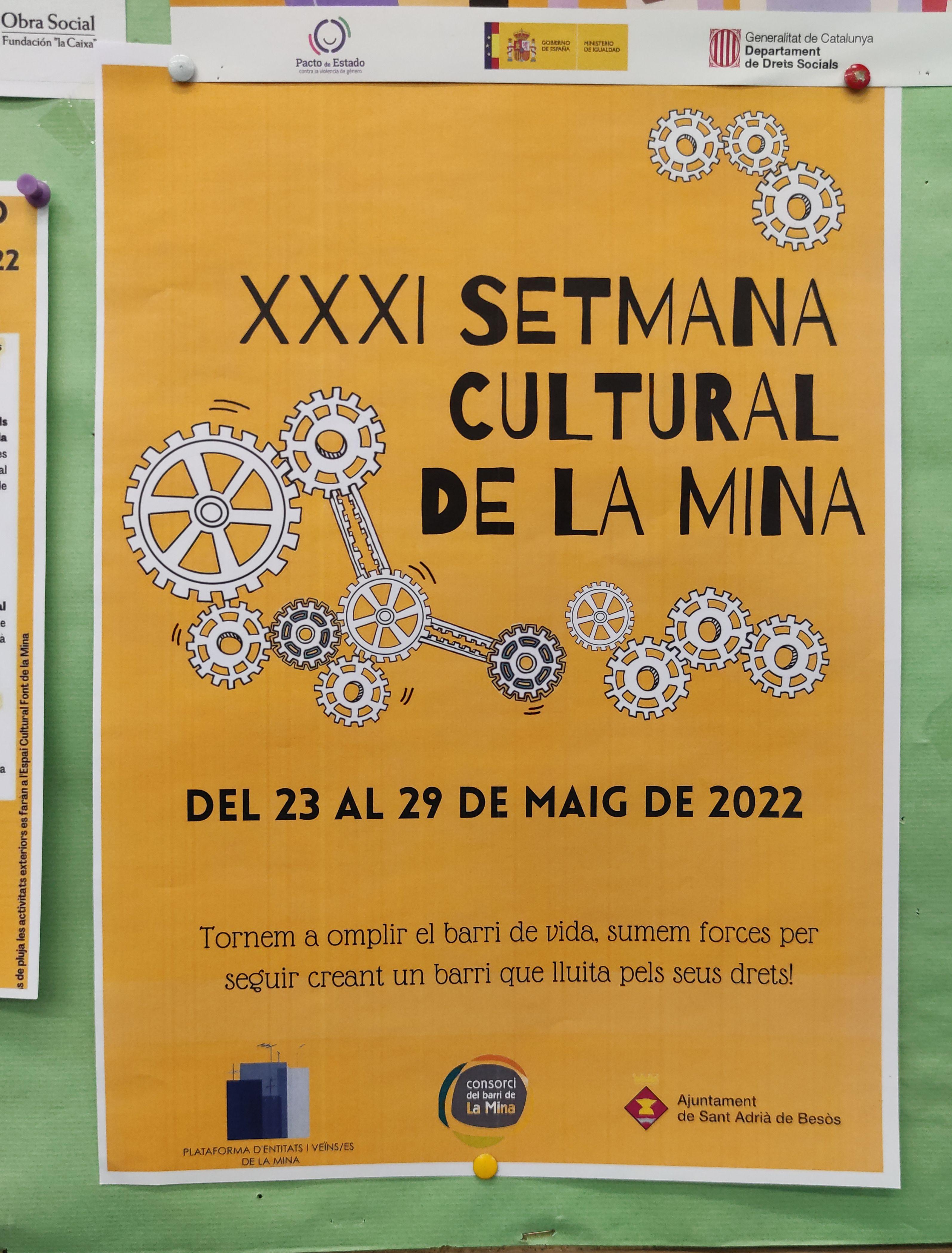
Cartel de la XXXI Semana Cultural de La Mina (2022)

La Semana Cultural del barrio de La Mina es un espacio anual de intercambio comunitario liderado por la 'Plataforma de Entidades de La Mina', en el que las entidades y personas vecinas organizan actividades diversas (muestras, exposiciones, conciertos, presentaciones, espectáculos, carreras, talleres, charlas, etc.). En 2016 se celebró la edición número 25.

### Espacio Cultural Font de La Mina
El actual 'Espai Cultural Font de La Mina' ocupa el espacio del antiguo centro cívico del barrio, e incluye las instalaciones de la Biblioteca Municipal Font de La Mina (inaugurada el 27 de junio de 2009).

### Campaña 'I Love La Mina'
Fruto de una propuesta en enero de 2015 de un 'Espacio Zombi' de IDENSITAT, se crea una pegatina con la frase 'I Love La Mina' que se reparte en el barrio para impulsar un proceso participativo para "compartir y constatar públicamente aspectos y sentimientos positivos sobre un barrio lleno de distintas capas, vivencias y estigmas". Más adelante la imagen de la frase se adapta y se utiliza en diferentes acciones en el barrio, entre las que destaca una exposición fotográfica en la Biblioteca Font de La Mina en el marco del Festival de Fotografía Documental de Barcelona DOCField de 2018.

### Mural participativo 'Una Mina de Color'
A partir de talleres con entidades del barrio en los que recogen ideas de niños y jóvenes, los artistas Zosen y Mina Hamada realizan entre el verano de 2018 e inicios de 2019 un mural participativo de grandes dimensiones en la pared medianera del edificio de la calle de las Estrellas.

### Actividades Culturales en el Parque del Fòrum
Cada año en el recinto del Parque del Fòrum, una parte del cual pertenece al municipio de San Adrián de Besós y la otra al municipio de Barcelona, se celebran múltiples eventos culturales como el festival 'Primavera Sound', la 'Feria de Abril de Cataluña', el festival 'Cruïlla' o el festival 'DGTL', entre otros.

### ‘Record d'un malson’, escultura de Joan Brossa

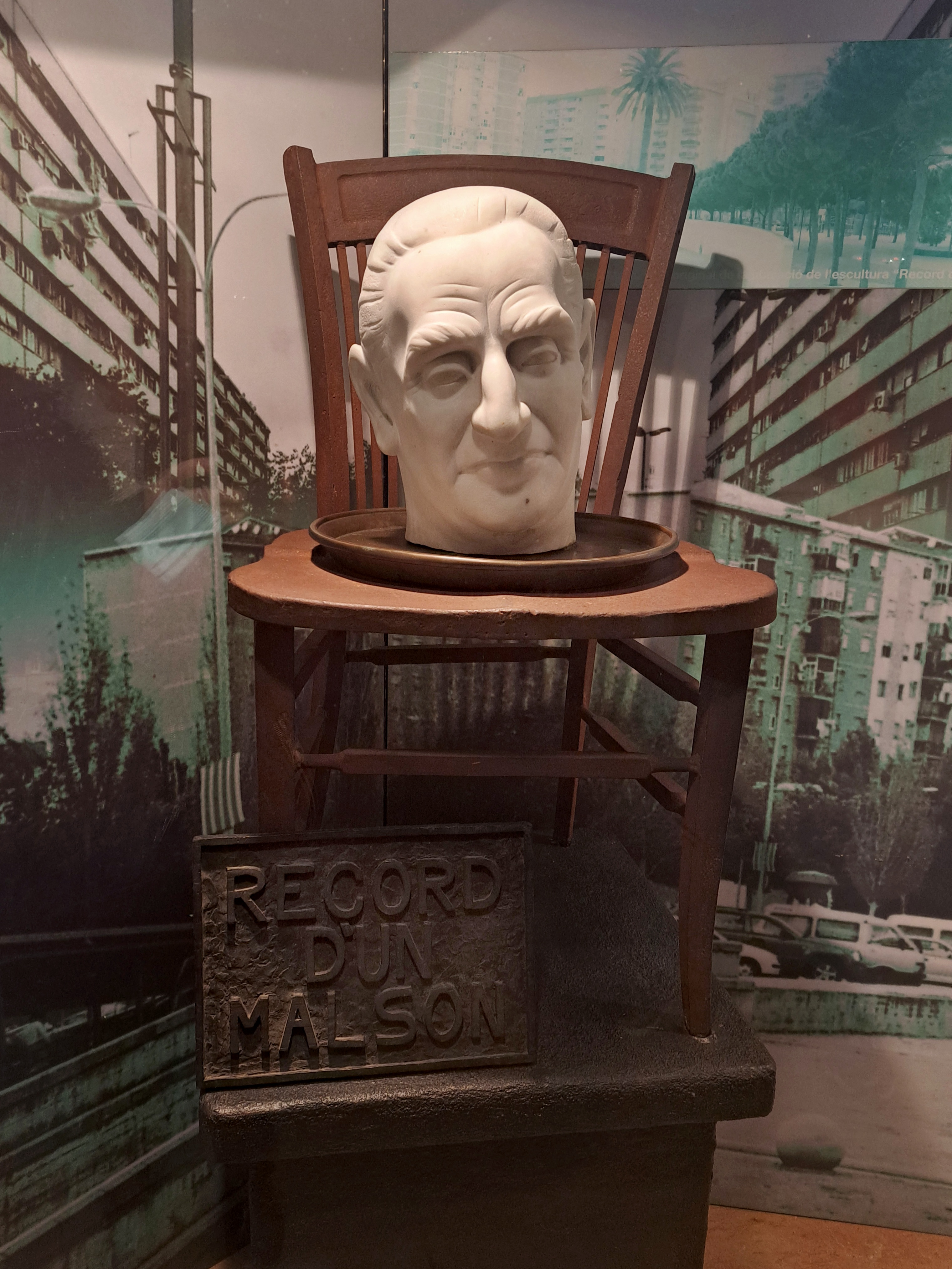
Record d'un malson', poema objeto del artista Joan Brossa.

El artista Joan Brossa proyectó en 1989, a petición del alcalde de San Adrián de Besós, un poema objeto para la ciudad. Después de pasear por el barrio de la Mina decidió realizar una obra dedicada a Josep M. De Porcioles (alcalde del momento de Barcelona), ya que creía que representaba la especulación urbanística de la zona de aquellos años. En 1991 Brossa entregó la obra al Ayuntamiento, éste no se atrevió a ponerla en un lugar público abierto, debido a la dureza de la propuesta, y la guardó en un almacén. Sin embargo, en 1995 dos concejales del Ayuntamiento la sacaron del lugar donde estaba guardada y la colocaron en el Parc del Besòs. Antes de un día fue retirada y devuelta al almacén. Desde 2004 se puede ver en el Museo de la Inmigración de Cataluña.

## Medios de comunicación
- Radio La Mina: A inicios de la década de los 1980 surge la idea, desde la Coordinadora de Juventud, de crear un medio de comunicación para el barrio. Finalmente, se materializó en el Taller de Radio La Mina, un proyecto educativo y de difusión sociocultural. Inició sus emisiones (probablemente el 1984 o el 1985) desde casa de un párroco en la calle de Mar y, más tarde, desde el despacho de los regidores de barrio Paco Marín i Àngels Rossell. Finalmente, el 20 de diciembre de 1997, se traslada a su emplazamiento actual, en un local de la calle Mart cedido por el ayuntamiento de Sant Adrià de Besòs.[21]
- desdelamina.net: El 2003 se pone en marcha el proyecto web comunitario a iniciativa de varios educadores del que ahora es Salesians Sant Jordi - PES La Mina. El objetivo es poder informar y opinar de lo que pasa en el barrio, con una mirada social que rehúye de los prejuicios y la estigmatización.[22]

## Transporte público
El barrio de La Mina cuenta con transportes públicos que la conectan con el resto de barrios de San Adrián de Besós, así como con las ciudades de Barcelona, Badalona y Santa Coloma de Gramanet. Concretamente, dispone de varias líneas de autobús y de tres paradas del Tram: 'Parc del Besòs' (líneas T5 y T6), 'La Mina' (línea T6), y 'Campus Diagonal-Besòs' (línea T4).
El barrio no dispone de paradas del Metro de Barcelona aunque las paradas Barcelonesas de "El Maresme-Fòrum" y "Besòs Mar" de la línea L4 son muy próximas al barrio y tampoco dispone de paradas de Rodalies de Catalunya, aunque se puede acceder con facilidad con conexión mediante otros sistemas de transporte, siendo así las estaciones más cercanas:
San Adrián de Besós, de las líneas R1 y RG1. 
La cual puedes ir caminando o usando el Tramvia. 
Barcelona - Estación de Francia, de las líneas R2 y Regionales.
La cual se accede a a través de la línea 4 del Metro, desde Besós Mar o Maresme Fòrum hacía la Barceloneta o haciendo uso de la línea H14 de Autobuses. 
Barcelona - Sagrera TAV. 
En construcción. 
Conexión de Metro directa desde el barrio con conexión con la futura ampliación de la línea 4 del Metro.

## Conclusión
La Mina es un barrio de Sant Adrià del Besós. Por sus características de transporte y industrialización, que se deben a que antes estaba las "Tres xemeneies te Sant Adrià", es un buen barrio que delimita con Barcelona por la parte inferior derecha del plano de BCN.
FESTIVIDADES: Festa major de la Mina, Festa Cultural La Mina. Y otras festividades. No hacen fiesta en la Merçé.
TRANSPORTE: V33 > Santa Coloma de Gramanet a Avinguda Pare Manyanet. L4 > La Pau a Gran Via C.C.. T5 y T6 > Gorg i Estació de Sant Adrià a Alfons el Magnànim i Rambla de la Mina.
Otras perifèrias en Barcelona: Besós: Llefià, La Catalana, Trinitat Vella, Vallbona. Llobregat: Cornellà, Esplugues, Can Rigal, Llevant les planes, Sant Cosme, El Prat del Llobregat. Aquestes són unes de les perifèries o pobles de Barcelona a banda i banda.